# Bernhard (Funkfeuer)

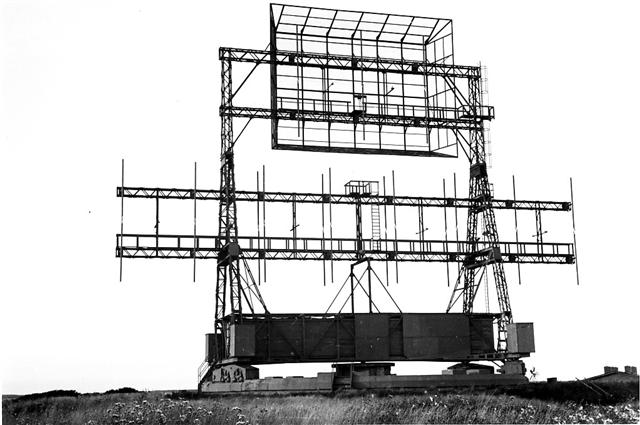
Einsatzbereites FuSAn 724 im besetzten Dänemark

Die UKW-Drehfunkfeueranlage FuSAn 724/725, Deckname „Bernhard“, war eine Entwicklung von Telefunken und diente während des Zweiten Weltkrieges Flugzeugen zur Bestimmung der eigenen Position.
Die große Sendeantenne rotierte auf einem Schienenkranz von über 22 Metern Durchmesser zweimal pro Minute und sendete ein entsprechend ihrer Drehposition moduliertes Signal aus. An Bord des Flugzeuges wurde neben dem Hellschreiber (FuG 120 Bernhardine) mit Ansteuerverstärker und einem Umschaltgerät keine zusätzliche Ausrüstung benötigt, da der erforderliche UKW-Empfänger EBl 3 für 30–33,33 MHz bereits Bestandteil der FuBl 2-Bordanlage des Lorenz-Landesystems war. Der Hellschreiber zeichnete die empfangenen Signale auf einem Papierstreifen auf.
Wichtigster Teil des „Bernhard“ waren zwei an der Schmalseite miteinander verbundene Antennen, die aber keine durchgehende Fläche bildeten, sondern in einem leichten Winkel zueinander angeordnet waren. Durch diese Bauform erzeugten die beiden Antennen zwei sich überlappende Richtkeulen. Das scharfe Minimum dazwischen zeigte die exakte Hauptstrahlrichtung der Anlage. Mit dem Empfang der Strahlrichtungen zweier „Bernhard“-Drehfunkfeuer konnte der Bordnavigator seine eigene momentane Position in der Karte bestimmen.
Anlagen befanden sich in Trebbin (Ortsteil Glau, Standort, nordöstlich von Friedensstadt Weißenberg), Den Helder, Bergen/Belvedere, Hundborg (heute Thisted Kommune, Dänemark, Standort), auf dem Venusberg bei Aidlingen (Baden-Württemberg) sowie an etwa 20 weiteren Standorten.

## Technische Daten

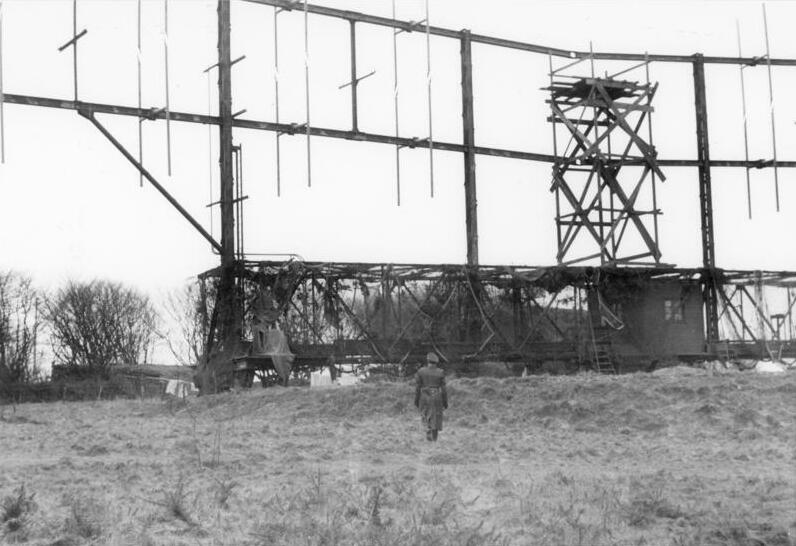
Anlage im Bau befindlich. Noch fehlen die Speiseleitungen zwischen den Dipolgruppen

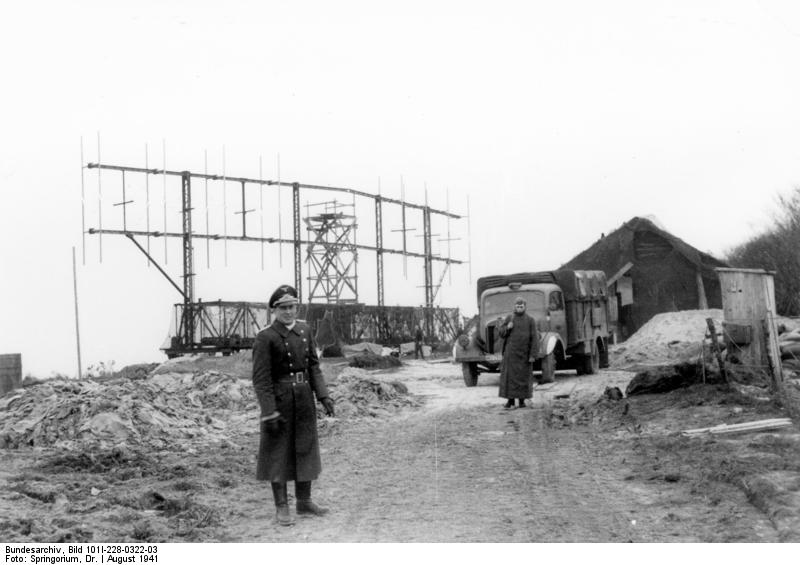
Rückseite, Baustand Ende 1941

- Frequenz: 30 bis 33,1 MHz
- Sendeleistung: 2 × 500 W (FuSAn 724) bzw. 2 × 5000 W (FuSAn 725)
- Reichweite: 400 km bei Flughöhe 5000 m
- Genauigkeit: ± 0,5°
- Baujahr: ab 1941
- Höhe: 28 m
- Breite: 35 m
- Masse: 120 t
- Schienenkranzdurchmesser: 22,6 m